# Bizonnes
Bizonnes est une commune française située dans le département de l'Isère, en région Auvergne-Rhône-Alpes.
Autrefois paroisse de la province du Dauphiné, Bizonnes est située dans la partie septentrionale du département de l'Isère et appartient à l'arrondissement de La Tour-du-Pin. La commune est également adhérente à la Communauté de communes de Bièvre Est, dont le siège est fixé dans la localité voisine de Colombe.
Ses habitants sont dénommés les Bizonois.

## Géographie

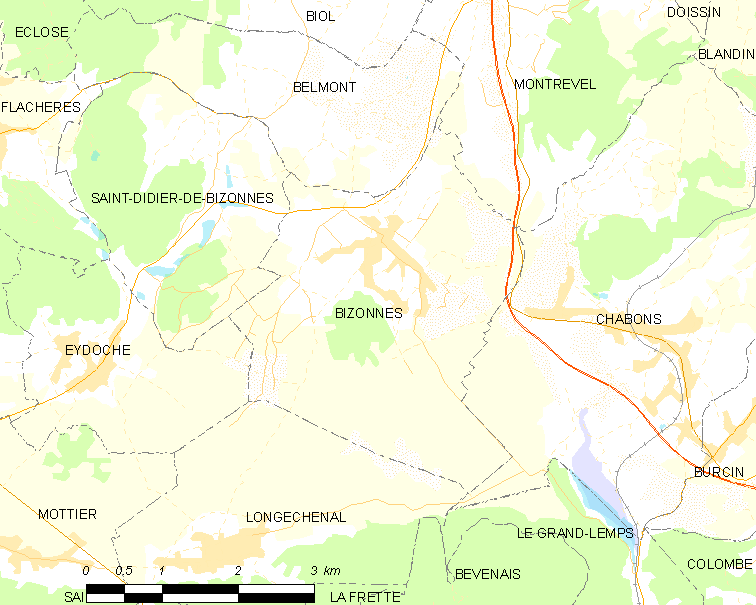
Plan de la commune et des communes limitrophes.

### Situation et description
Bizonnes est une petite commune à vocation nettement rurale, positionnée sur un modeste plateau qui se situe dans la partie septentrionale du département de l'Isère, entre les agglomérations locales de Bourgoin-Jallieu, située au nord à 20 km et de Voiron, situé au sud à 18 km. le village est positionnée au cœur d'un petite région naturelle connues sous l'appellation de Terres froides.

### Géologie
Le caractère géologique commun à la région des Terres froides est un sous-sol composé de molasse marine (pierre de grès tendre, mêlé d'argile et de quartz) datant de l'ère tertiaire recouvert par des alluvions, fluvio-glaciaires, déposés à l'ère quaternaire par la fonte des glaces.
Le terme de terres froides est à opposer à celui de terres chaudes au sens où l'entendait Olivier de Serres, c'est-à-dire de terres productives. La plaine de Bièvre, situé au sud-ouest du territoire communal s'abaisse graduellement d'est en ouest.

### Communes limitrophes
| Belmont                  |             | Montrevel |
| Saint-Didier-de-Bizonnes | Bizonnes    | Châbons   |
| Eydoche                  | Longechenal | Châbons   |

### Climat
Pour des articles plus généraux, voir Climat d'Auvergne-Rhône-Alpes et Climat de l'Isère.
En 2010, le climat de la commune est de type climat océanique altéré, selon une étude du Centre national de la recherche scientifique s'appuyant sur une série de données couvrant la période 1971-2000. En 2020, Météo-France publie une typologie des climats de la France métropolitaine dans laquelle la commune est exposée à un climat de montagne ou de marges de montagne et est dans la région climatique  Alpes du nord, caractérisée par une pluviométrie annuelle de 1 200 à 1 500 mm, irrégulièrement répartie en été. 
Pour la période 1971-2000, la température annuelle moyenne est de 9,9 °C, avec une amplitude thermique annuelle de 17,2 °C. Le cumul annuel moyen de précipitations est de 1 080 mm, avec 9,6 jours de précipitations en janvier et 6,7 jours en juillet. Pour la période 1991-2020, la température moyenne annuelle observée sur la station météorologique de Météo-France la plus proche, « Grenoble-Saint-Geoirs », sur la commune de Saint-Étienne-de-Saint-Geoirs à 14 km à vol d'oiseau, est de 11,5 °C et le cumul annuel moyen de précipitations est de 915,1 mm,. Pour l'avenir, les paramètres climatiques de la commune estimés pour 2050 selon différents scénarios d'émission de gaz à effet de serre sont consultables sur un site dédié publié par Météo-France en novembre 2022.

### Voies de communication
L'autoroute A48  qui relie l'agglomération Lyonnaise à celle de Grenoble traverse partiellement le territoire communal depuis la commune de Châbons et la réserve naturelle de l'étang du Grand-lemps, au sud jusqu'au col de Rossatière (point culminant de cette voie autoroutière), situé à la limite de cette même commune, à l'est.

## Urbanisme

### Typologie
Au 1er janvier 2024, Bizonnes est catégorisée bourg rural, selon la nouvelle grille communale de densité à sept niveaux définie par l'Insee en 2022.
Elle est située hors unité urbaine et hors attraction des villes,.

### Occupation des sols
L'occupation des sols de la commune, telle qu'elle ressort de la base de données européenne d’occupation biophysique des sols Corine Land Cover (CLC), est marquée par l'importance des territoires agricoles (87,3 % en 2018), en diminution par rapport à 1990 (89,7 %). La répartition détaillée en 2018 est la suivante : 
terres arables (54,2 %), zones agricoles hétérogènes (22,7 %), prairies (10,3 %), zones urbanisées (7,4 %), forêts (5,3 %). L'évolution de l’occupation des sols de la commune et de ses infrastructures peut être observée sur les différentes représentations cartographiques du territoire : la carte de Cassini (XVIIIe siècle), la carte d'état-major (1820-1866) et les cartes ou photos aériennes de l'IGN pour la période actuelle (1950 à aujourd'hui).

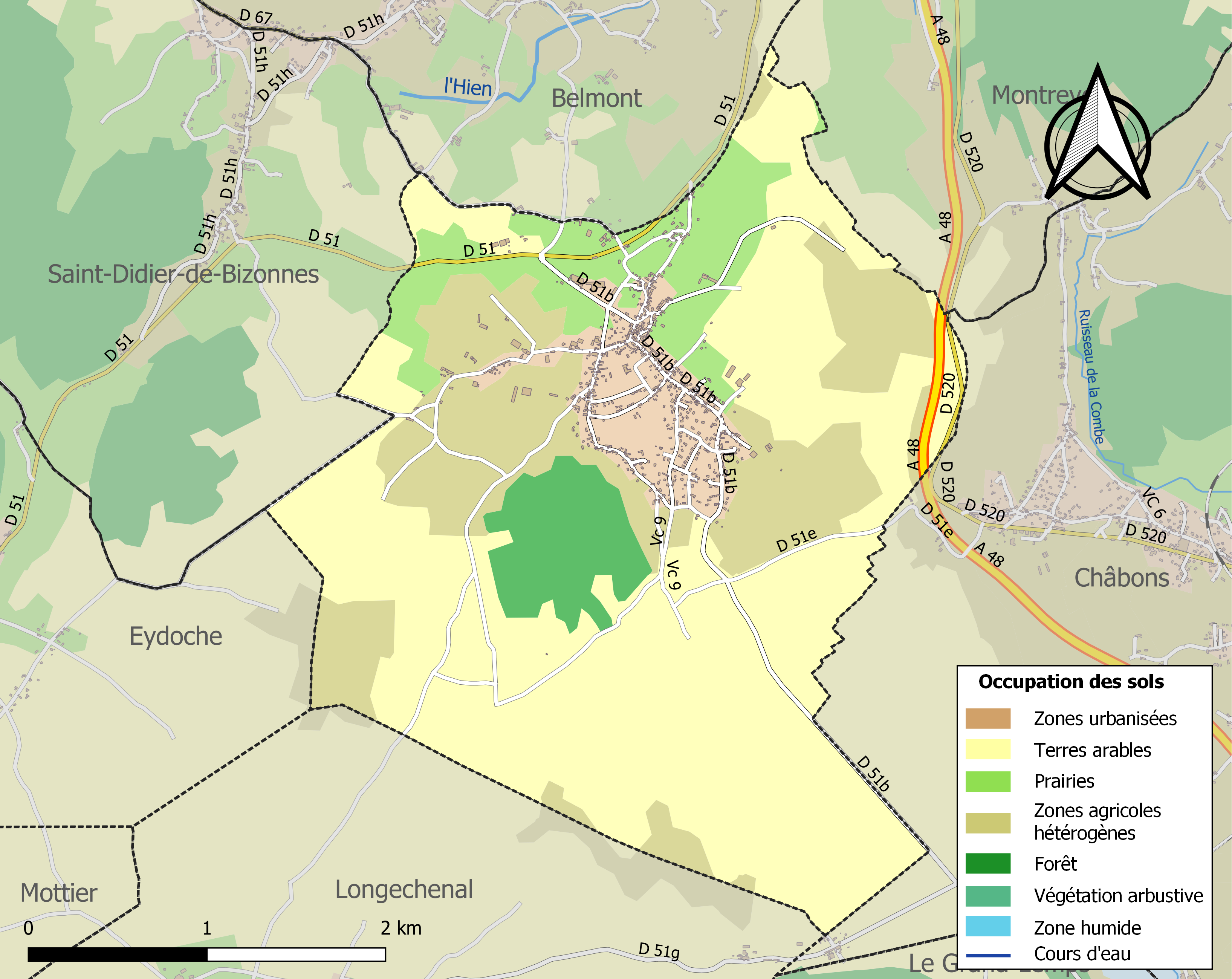
Carte des infrastructures et de l'occupation des sols de la commune en 2018 (CLC).

### Hameaux, Lieux-dits et écarts
Voici, ci-dessous, la liste la plus complète possible des divers hameaux, quartiers et lieux-dits résidentiels urbains comme ruraux qui composent le territoire de la commune de Saint-Didier-de-Bizonnes, présentés selon les références toponymiques fournies par le site géoportail de l'Institut géographique national.
| - le Bossu - Champ Veret - la Planta - Quillonière - les Platières - Villardière - Mont Gode - Bertholière | - le Clapier - le Grand Champ - le Trièves - Gailladières - Mathianières - les Moilles - Champ Gaillard - Mas du Limona | - Javetière - les Bruyères - le Mont - les Ébrais - les Charpennes - les Perches - le Suchet - le Suet | - la Vie de la Côte - Paletou - le rafour - la Charrière du Grand Liers - le Grand Guillers - les Lonjolles - la Vie neuve - le petit Liers |

### Risques naturels et technologiques

#### Risques sismiques
L'ensemble du territoire de la commune de Bizonnes est situé en zone de sismicité n°3 (sur une échelle de 1 à 5), comme la plupart des communes de son secteur géographique, mais non loin de la zone n°4, située plus à l'est.
| Type de zone | Niveau            | Définitions (bâtiment à risque normal) |
| ------------ | ----------------- | -------------------------------------- |
| Zone 3       | Sismicité modérée | accélération = 1,1 m/s2                |

## Toponymie
Selon André Planck, auteur du livre L'origine du nom des communes du département de l'Isère, le nom de Bizonnes évoquerait la bise, ce vent sec et froid qui souffle généralement du nord ou du nord-est dans la région.

## Histoire

L'école des filles en 1907.

### Antiquité et préhistoire
Le secteur actuel de la commune de Bizonnes se situe à l'ouest du territoire antique des Allobroges, ensemble de tribus gauloises occupant l'ancienne Savoie, ainsi que la partie du Dauphiné, située au nord de la rivière Isère.

## Politique et administration

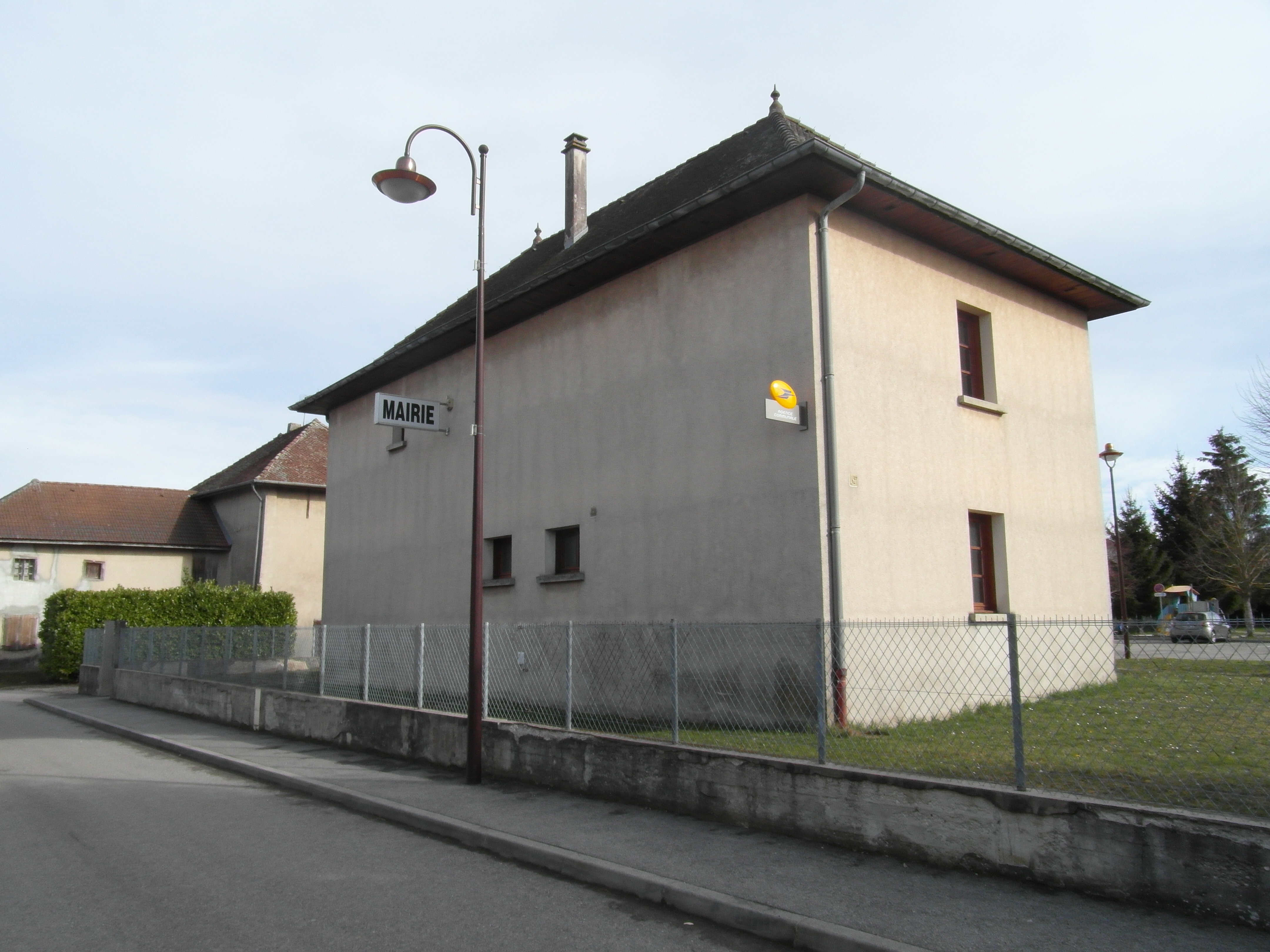
Mairie de Bizonnes.

### Liste des maires
| Période                                  | Période   | Identité       | Étiquette | Qualité              |
| ---------------------------------------- | --------- | -------------- | --------- | -------------------- |
| janvier 2009                             | mars 2014 | Joseph Charvet |           |                      |
| mars 2014                                | En cours  | René Gallifet  | SE        | Agriculteur retraité |
| Les données manquantes sont à compléter. |           |                |           |                      |

## Population et société

### Démographie
L'évolution du nombre d'habitants est connue à travers les recensements de la population effectués dans la commune depuis 1793. Pour les communes de moins de 10 000 habitants, une enquête de recensement portant sur toute la population est réalisée tous les cinq ans, les populations de référence des années intermédiaires étant quant à elles estimées par interpolation ou extrapolation. Pour la commune, le premier recensement exhaustif entrant dans le cadre du nouveau dispositif a été réalisé en 2005.

En 2022, la commune comptait 1 028 habitants, en évolution de +8,44 % par rapport à 2016 (Isère : +3,07 %, France hors Mayotte : +2,11 %).
| 1793  | 1800  | 1806  | 1821  | 1831  | 1836  | 1841  | 1846  | 1851  |
| ----- | ----- | ----- | ----- | ----- | ----- | ----- | ----- | ----- |
| 1 045 | 1 120 | 1 100 | 1 179 | 1 365 | 1 333 | 1 284 | 1 279 | 1 238 |

| 1856  | 1861  | 1866  | 1872  | 1876  | 1881  | 1886  | 1891 | 1896 |
| ----- | ----- | ----- | ----- | ----- | ----- | ----- | ---- | ---- |
| 1 122 | 1 142 | 1 093 | 1 131 | 1 117 | 1 040 | 1 061 | 976  | 926  |

| 1901 | 1906 | 1911 | 1921 | 1926 | 1931 | 1936 | 1946 | 1954 |
| ---- | ---- | ---- | ---- | ---- | ---- | ---- | ---- | ---- |
| 885  | 867  | 840  | 738  | 709  | 672  | 651  | 618  | 632  |

| 1962 | 1968 | 1975 | 1982 | 1990 | 1999 | 2005 | 2006 | 2010 |
| ---- | ---- | ---- | ---- | ---- | ---- | ---- | ---- | ---- |
| 575  | 564  | 584  | 609  | 623  | 629  | 678  | 677  | 835  |

| 2015 | 2020  | 2022  | - | - | - | - | - | - |
| ---- | ----- | ----- | - | - | - | - | - | - |
| 926  | 1 005 | 1 028 | - | - | - | - | - | - |

### Enseignement
La commune est rattachée à l'académie de Grenoble.

### Médias
Historiquement, le quotidien à grand tirage Le Dauphiné libéré consacre, chaque jour, y compris le dimanche, dans son édition du Nord-Isère, un ou plusieurs articles à l'actualité du canton, de la communauté de communes et quelquefois de la commune, ainsi que des informations sur les éventuelles manifestations locales, les travaux routiers, et autres événements divers à caractère local.

## Culture et patrimoine

### Lieux et monuments
- Château du XVIIIe siècle
- Maison du XIXe siècle

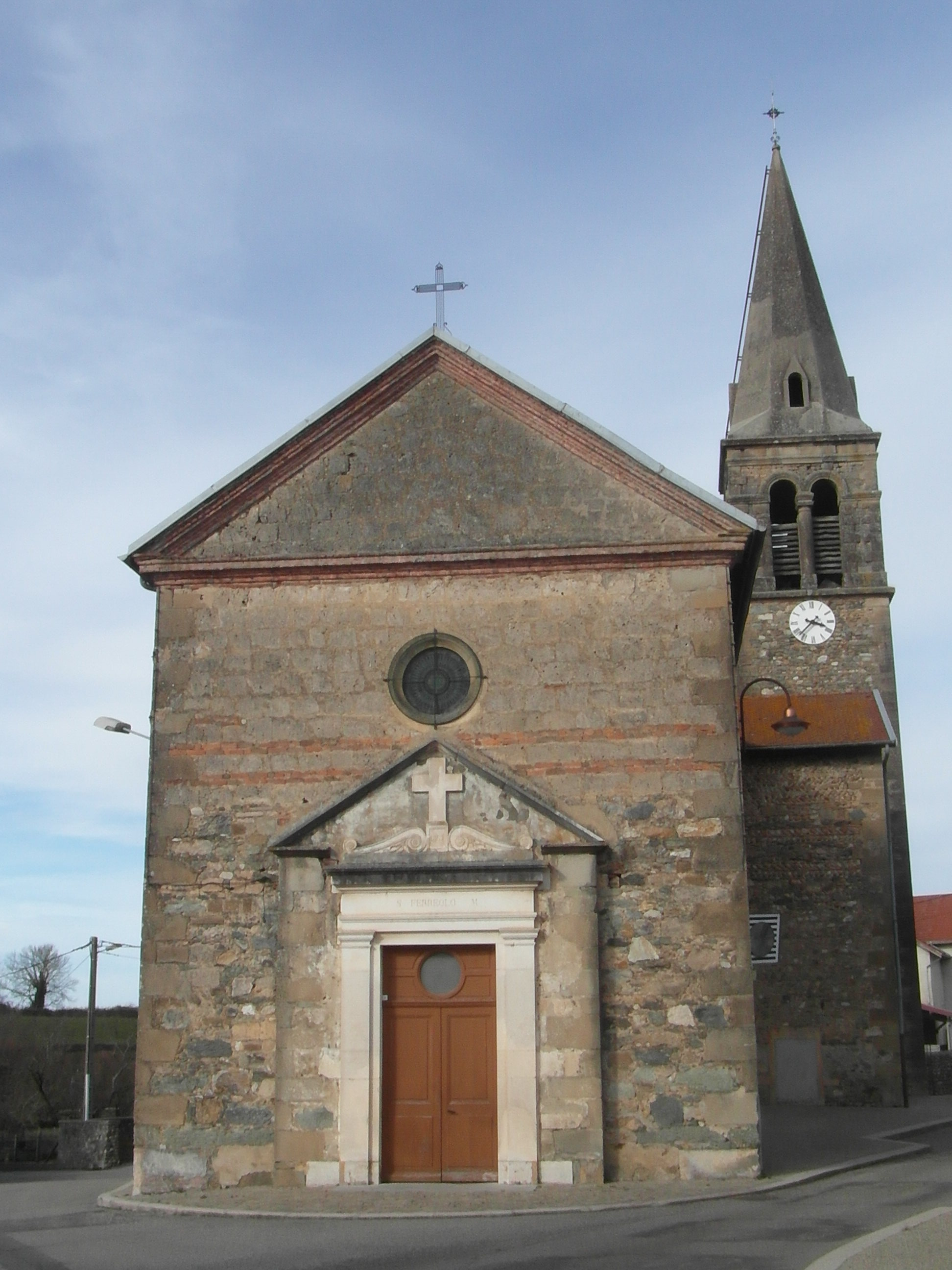
Église de Bizonnes

- Église Saint-Ferréol, remaniée au XIXe siècle

### Héraldique
|  | Bizonnes possède des armoiries dont l'origine et le blasonnement exact ne sont pas disponibles. |